# Bańka węglowa

Wielkość bańki węglowej według danych organizacji Carbon Tracker Initiative z 2013.

Bańka węglowa – rodzaj hipotetycznej bańki spekulacyjnej, która może mieć wpływ na wycenę aktywów przedsiębiorstw opartych na węglach kopalnych (np. kopalni, przedsiębiorstw energetycznych). Współczesna wycena akcji przedsiębiorstw sektora paliw kopalnych jest dokonywana przy założeniu, że wszystkie rezerwy paliw kopalnych będą całkowicie zużyte. To założenie może być zbyt optymistyczne, np. ze względu na rosnący udział odnawialnych źródeł energii w globalnym miksie energetycznym oraz konieczność zapobiegania zmianom klimatu poprzez ograniczanie emisji gazów cieplarnianych. Według Paula Ekinsa i Christophe’a McGlade’a z University College London, jeśli globalna temperatura ma nie wzrosnąć powyżej 2 °C do roku 2050, trzeba pozostawić w ziemi, bez ich spalenia, następujące odsetki obecnie dostępnych rezerw paliw kopalnych (w nawiasie poziom, gdy technologia sekwestracji dwutlenku węgla okaże się dostępna): 35% (33%) ropy naftowej, 52% (49%) gazu ziemnego oraz 88% (82%) węgla.

## Historia
Określenie „bańka węglowa” zostało spopularyzowane przez organizację „Carbon Tracker Initiative”. Organizacja ta opublikowała dwa kluczowe raporty w lipcu 2011 i w kwietniu 2013 roku:
- Niemożliwy do spalenia węgiel – Czy światowe rynki finansowe niosą z sobą bańkę węglową[4]
- Niemożliwy do spalenia węgiel 2013: Utracony kapitał i osierocone aktywa (koszty osierocone)[5].

Termin został użyty w artykule napisanym przez Billa McKibbena „Przerażająca Nowa Matematyka Globalnego Ocieplenia”, opublikowanym w magazynie Rolling Stone w lipcu 2012 roku.
Raport organizacji Carbon Tracker Initiative z 2015 „The US Coal Crash – Evidence for Structural Change” wskazał, że w latach 2010–2014 przemysł węglowy w USA stracił 76% swojej rynkowej wartości. W latach 2011–2013 zamknięte zostały co najmniej 264 kopalnie węgla. Największa na świecie prywatna firma sektora węglowego, Peabody Energy, straciła 80% swej giełdowej wartości.
W Polsce Jastrzębska Spółka Węglowa od 2011 (rok wejścia na giełdę) do 2015 straciła 90% wartości akcji.

## Zapobieganie
Aby uniknąć węglowej bańki, przedsiębiorstwa powinny być zobligowane przez prawo do informowania o emisji gazów cieplarnianych oraz do oceny ryzyka, które może wpływać na ich kondycję finansową w przyszłości. Jedna z brytyjskich komisji parlamentarnych, Environmental Audit Select Committee, zażądała od brytyjskiego rządu wsparcia przy realizacji celów z zakresu energii odnawialnej poszczególnych państw członkowskich Unii Europejskiej. Eksperci z zakresu polityki finansowej Banku Anglii powinni skorzystać z rekomendacji Komisji ds. Zmian Klimatu Izby Gmin w celu monitorowania zagrożeń dla stabilności finansowej. Według Christiany Figueres z UNFCCC firmy mają obowiązek wobec akcjonariuszy przejścia do gospodarki niskowęglowej ze względu na skutki bańki węglowej.

## Prawdopodobne przyczyny
Ogólnie główny powód „bańki węglowej” można podsumować w następujący sposób: nie będzie szczytu produkcji paliw kopalnych – będzie raczej szczyt konsumpcji paliw kopalnych. Oznacza to, że znaczna część paliw kopalnych pozostanie w ziemi, niewydobyta.